# Estação Sant Roc

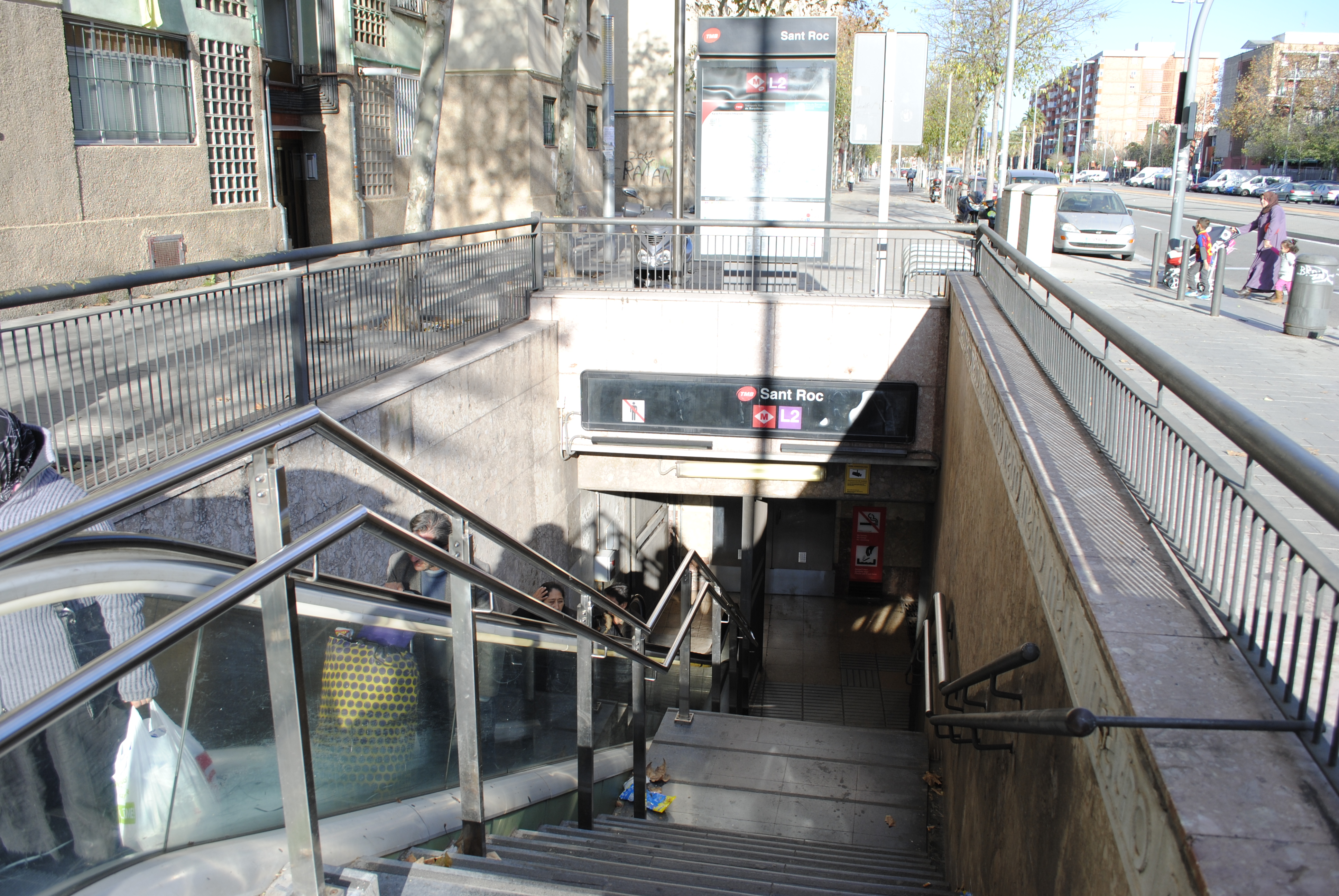
Escadaria de acesso à estação.

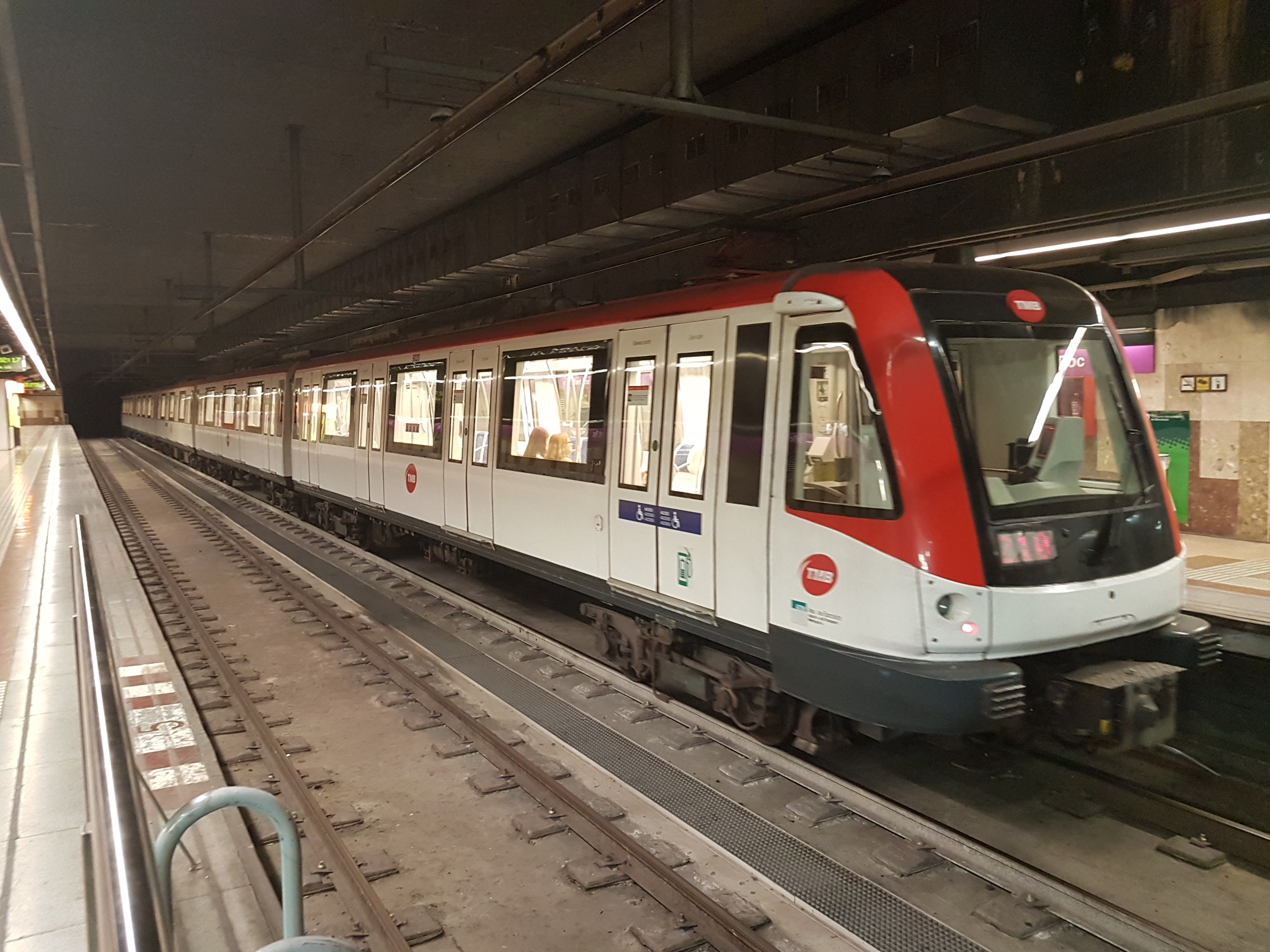
Estação Sant Roc em 2019.

Sant Roc é uma estação da linha Linha 2 do Metro de Barcelona. A estação de metrô fica sob a Avinguda del Marquès de Mont-roig e foi inaugurada em 1985 como parte da L4 até 2002, com a transferência do trecho La Pau - Pep Ventura para a L2, passou a fazer parte desta linha e com a mudança adaptada a pessoas com mobilidade reduzida.